# Northern 7 HP
Der 1902 gegründete US-amerikanische Motorfahrzeughersteller Northern Manufacturing Company, ab 1906: Northern Motor Car Company, bot während seiner ganzen Produktionszeit einen Motor-Buggy mit Einzylindermotor an. Das Modell wurde vermarktet als Northern Runabout in den Versionen Silent Northern 5 HP (1902–1903), Northern 6½ HP (1904), Northern 7 HP Type A (1906) und Northern 7 HP Type B (1907–1908). Ob das Fahrzeug 1905 als 7 HP oder bereits als 7 HP Type A bezeichnet wurde, lässt sich anhand der vorliegenden Quellen nicht klären. Konstrukteur war der Automobilpionier Jonathan D. Maxwell. Die Baureihe gehört zur damaligen unteren Mittelklasse und war ab 1905 mit einer zusätzlichen, nach hinten gerichteten Sitzbank als Dos-à-dos erhältlich.

## Northern Manufacturing

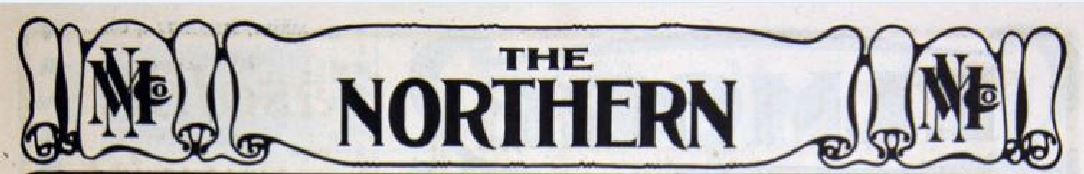
Northern-Logo (1905).

Das Unternehmen war von Detroiter Investoren um den Industriellen William A. Barbour und William E. Metzger gegründet worden, die zwei sehr bekannte Konstrukteure holten: Jonathan D. Maxwell (1864–1928) als Werkleiter und Konstrukteur und Charles Brady King (1868–1957) als Chefingenieur. Beide kamen von den Olds Motor Works in Lansing (Michigan); Maxwell war dort an der Entwicklung des Oldsmobile Curved Dash beteiligt gewesen. Er verließ Northern Manufacturing 1904 und wurde Mitbegründer von Maxwell-Briscoe. Sein Nachfolger als Konstrukteur bei Northern wurde King. Im gleichen Jahr erschien mit dem Northern 15 HP ein Mittelklassemodell mit Zweizylindermotor, von dem ab 1906 auch ein Lieferwagen erhältlich war. Mit dem sehr innovativen Northern Type K folgte im gleichen Jahr der Einstieg ein Oberklasse. 1908 fusionierten Northern und die Wayne Automobile Company in Detroit. Daraus ging 1909 die Everitt-Metzger-Flanders Company (E-M-F) hervor. King ging bereits 1908 und gründete zwei Jahre später die King Motor Car Company.
Maxwell-Briscoe wurde in der Folge zu einem von mehreren Vorläufern der Chrysler Corporation, E-M-F wurde von der Studebaker Corporation übernommen und bildete eine der Grundlagen des Studebaker-Automobils.

## Modellgeschichte
Es gelang Maxwell, mit seinem Entwurf die Marke Northern zu etablieren und die Basis für das Ansehen des Unternehmens zu legen. Zweifellos beeinflussten seine Erfahrungen mit dem Oldsmobile Curved Dash die Entwicklung des ersten Northern. Das auch als Silent Northern oder Northern 5 HP bezeichnete Modell erschien für das Modelljahr 1902. Im ersten Produktionsjahr wurden respektable 300 Exemplare hergestellt. Das Fahrzeug blieb bis zur Produktionseinstellung von Northern im Programm. In dieser Zeit erfuhr es immer wieder Aufwertungen und Verbesserungen. Diese konnten allerdings nicht verhindern, dass der bei der Einführung durchaus zeitgemäße Entwurf zunehmend technisch veraltete. Nach der Einführung weiterer Modelle ab 1904 war der Runabout das kleinste und mit Abstand preiswerteste Modell des Herstellers und das einzige, das er nach herkömmlicher Bauweise herstellte.

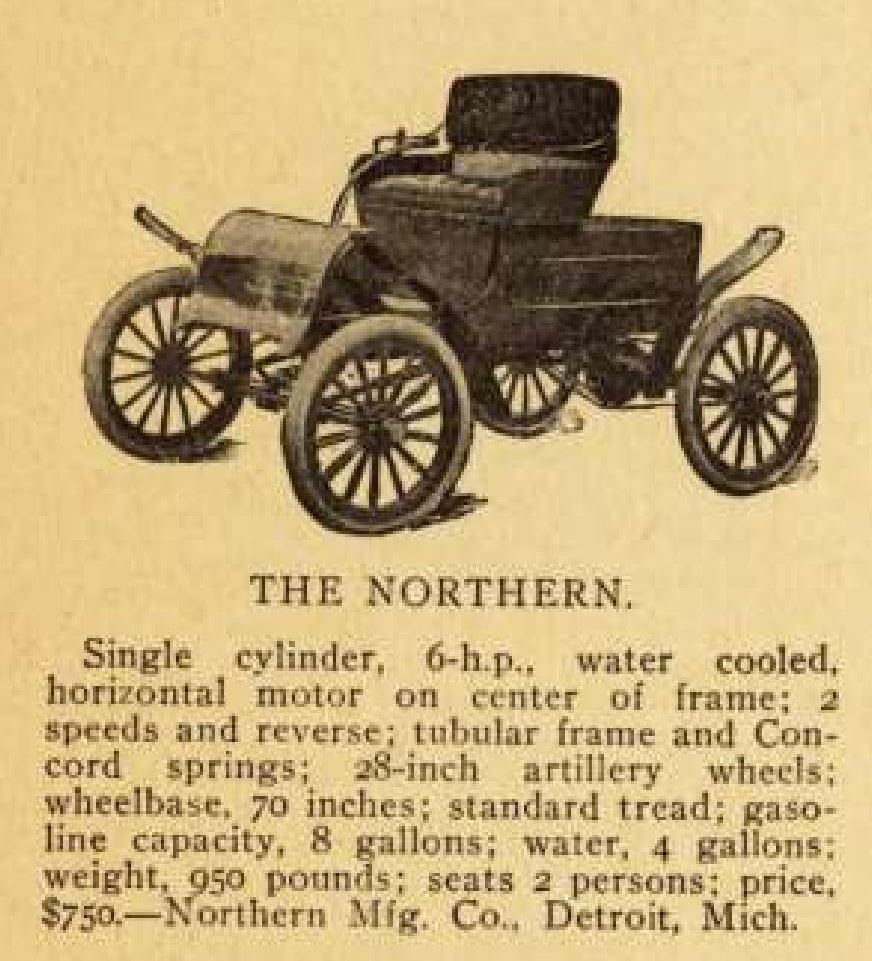
So präsentierte sich das Northern Runabout in einer Sondernummer von Frank Lesley's Monthly Magazine im Januar 1904.

Das Northern Runabout war ein sorgfältig gebautes Automobil mit quer unter dem Fahrersitz eingebautem Motor, Zweigang-Planetengetriebe mit Rückwärtsgang und einer einzelnen, mittig zur Hinterachse geführten Antriebskette. Gelenkt wurde noch mit einem Hebel. Konstruktive Merkmale waren Fahrgestell-Längsträger in Form langer Blattfedern, wie sie schon im Curved Dash verwendet worden waren, und ein Hilfsrahmen, der die Karosserie trug. Die Befestigung am Fahrgestell erfolgte mittels einer von Northern patentierten Vorrichtung an nur vier Punkten. Northern versprach sich von dieser Bauweise einen höheren Fahrkomfort.
Das Unternehmen legte großen Wert auf eine Vereinfachung der Fahrzeugbedienung. Während Charles King mit den größeren Modellen radikale Wege beschritt, finden sich Ansätze in diese Richtung bereits am Runabout. Erstmals belegt sind sie ab 1905 in Form einer vom Fahrersitz aus zu betätigenden Anlasserkurbel, doch wurden sie möglicherweise schon früher von Maxwell angewendet.
Ab 1905 war eine zweite, rückwärts gerichtete Sitzbank erhältlich. Weitere Karosserievarianten scheint es nicht gegeben zu haben. Das Fahrzeug wurde nacheinander als 5 HP, 6½ HP, 7 HP und Model B angeboten; auch die Bezeichnung 6 HP ist nachweisbar. Im Zuge der Modellpflege wuchs der Radstand von 68 auf 70 und schließlich auf 88 Zoll (1727, 1778 resp. 2235 mm). Ähnlich wie später bei Ford gelang es auch der Northern Manufacturing Company, ihr Produkt mit der Zeit preiswerter anzubieten. So sank der Preis von ursprünglich US$ 800,- auf US$ 750,- und schließlich US$ 650,-. Ein Curved Dash kostete in den meisten Produktionsjahren US$ 650,-; Kunden profitierten aber auch vom wohl besten Vertriebsnetz dieser Zeit.
Je nach Quelle endete die Produktion 1907 oder 1908. Die für das Einzylindermodell eingeführte Bezeichnung Silent Northern wurde gelegentlich auch für den Zweizylinder-Northern verwendet.

## Technik

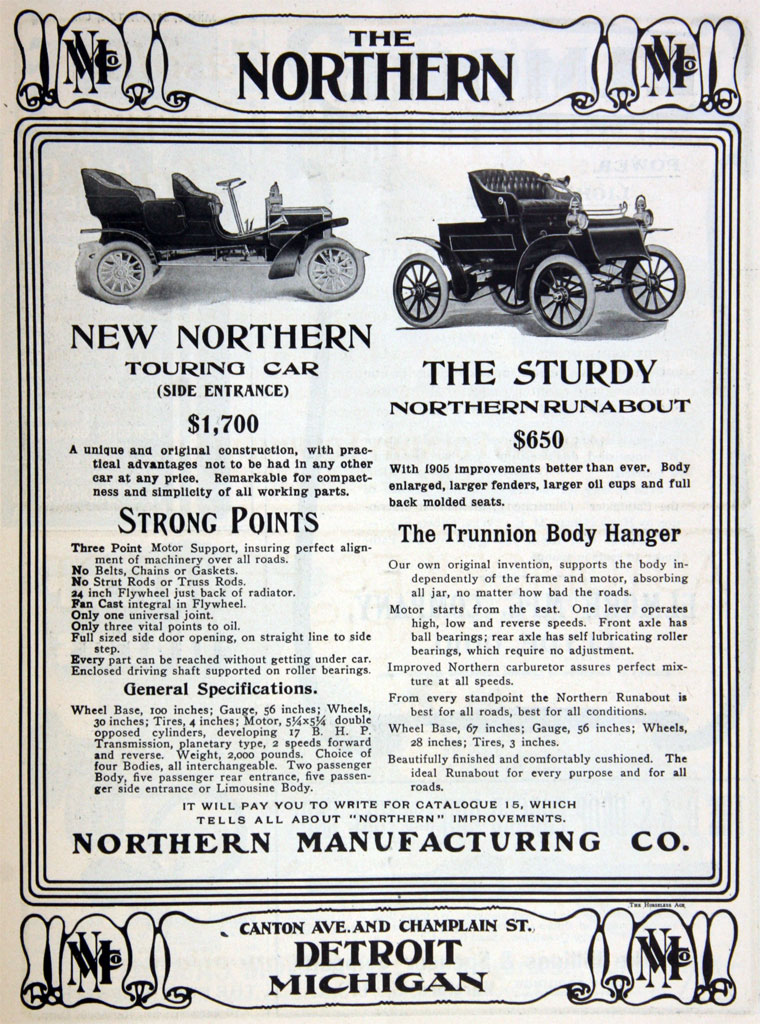
Northern-Programm von 1905. Das Runabout bot ungewöhnliche Annehmlichkeiten wie eine vom Sitz aus zu bedienende Anlasserkurbel, einen einzigen Hebel für die Betätigung der Gänge und eine vom Fahrgestell getrennte Karosserie. Kugellager waren teuer, ihre Verwendung galt als Qualitätsmerkmal und wurde in der Werbung gerne erwähnt.

Daten liegen nur für die Baujahre 1904 bis 1908 vor, Eckdaten für die Motoren erst ab 1906. Die nachstehenden Angaben beziehen sich, wenn nicht anders erwähnt, auf das Modelljahr 1906. Soweit bekannt, waren alle Northern Rechtslenker.
Zur Zeit der Markteinführung war Jonathan Maxwell der Chefingenieur des Unternehmens und Charles King der Betriebsleiter. Wie die ganze Konstruktion hatte auch der Motor Ähnlichkeit mit dem des Oldsmobile Curved Dash, an dem zuletzt Maxwell gearbeitet hatte.
Das Fahrzeug hatte den Motor quer zur Fahrtrichtung und liegend unter dem Fahrersitz eingebaut, die Karosserie war mittels Hilfsrahmen nur indirekt mit dem Fahrgestell verbunden. Das Gewicht betrug ca. 1100 lbs, was etwa 500 kg entspricht.

### Motor
Alle Northern-Einzylindermodelle verwenden den von Maxwell entworfenen, wassergekühlten Einzylinder-Viertaktmotor. Die Leistung wird anfangs mit 5 HP bei 600 min−1 angegeben. Für 1904 liegen Nachweise mit 6 resp. 6½ HP vor und ab 1905 7 HP. Auf die diesen Werten zu Grunde liegende Berechnungsmethode gibt es nur einen indirekten Hinweis: Seit Frühsommer 1903 war Northern ein Mitglied der Association of Licensed Automobile Manufacturers (A.L.A.M.). Die Vereinigung bestand üblicherweise darauf, dass die Mitglieder die im Hause entwickelte A.L.A.M.-Formel anwendeten. Demnach wurde die Leistung nicht gemessen, sondern aus der Zylinderbohrung errechnet. Für Fahrzeuge wie das Runabout mit seinem Einzylindermotor lieferte sie passable Ergebnisse.
Der Hubraum ist für den Motor in seiner letzten Ausführung bekannt: Er beträgt für den 7 HP 160,3 c.i. (1.744 cm³) aus 4¾ Zoll (ca. 121 mm) Bohrung und 6 Zoll (ca. 152 mm) Hub. Leider lässt sich der Hubraum der früheren Modelle nicht ermitteln. Immerhin muss die Bohrung bei 5, 6 und 6½ HP ca. 90, 98 resp. 105 mm betragen haben.
Für 1906 ist die Verwendung eines Vergasers eigener Konstruktion belegt.

### Fahrgestell und Aufhängung

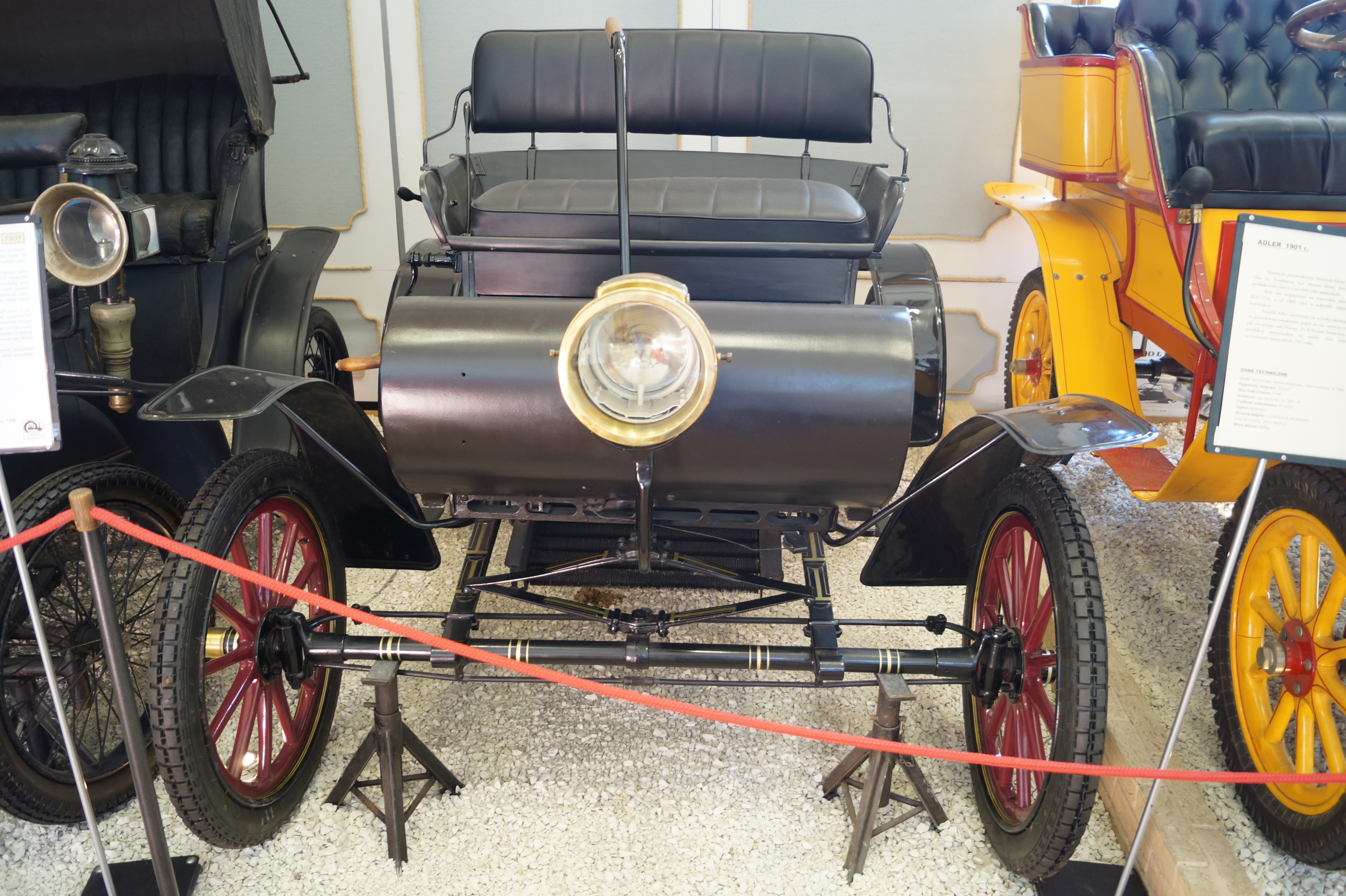
Frontansicht eines frühen Oldsmobile Curved Dash. Gut sichtbar sind der Hilfsrahmen direkt unter dem Motor und die Doppeloval-Blattfeder zwischen der Vorderachse und dem Hilfsrahmen. Der Northern verwendete eine sehr ähnliche Konstruktion.

Ein weiteres Beispiel für die Multifunktionalität vieler Komponenten zeigt sich am Fahrgestell. So dienten die überdimensionierten und nach unten gebogenen Blattfedern nicht nur der Federung des Fahrzeugs, sie sind längs so angeordnet, dass sie Teil der Chassis-Längsträger sind und damit einen struktureller Bestandteil des Fahrgestells bilden. Die Achsen sind jeweils an den äußersten Enden der Federn befestigt (Cantilever-Federung). Die Karosserie ist nicht direkt mit dem Fahrgestell verbunden, sondern ruht auf einem Hilfsrahmen. Dieser sitzt mittig auf dem Fahrgestell, mit dem er über bewegliche Lagerzapfen verbunden ist. Vorne ist zwischen dem Hilfsrahmen und der Vorderachse ein quergestelltes Vollelliptik-Blattfederpaket angebracht, dessen unteres Ende an der Achse befestigt ist. Diese Bauweise findet sich bereits am Oldsmobile Curved Dash; Northern vermerkte, dass die Lagerzapfen eine eigene Entwicklung waren und nannte sie trunnion hanger.
In einer Automobil-Sondernummer von Frank Leslie's Popular Monthly Magazine vom Januar 1904 wird Stahlrohr als Material vermerkt, während das Handbook of Gasoline Automobiles in mehreren Ausgaben Winkelstahl angibt. Abbildungen lassen vermuten, dass zumindest der Hilfsrahmen aus Winkeleisen bestand, während die Querträger des Hauptrahmens möglicherweise aus Stahlrohr gefertigt waren. Dessen Verwendung war zur Jahrhundertwende für Voiturettes nicht untypisch.
Bei Markteinführung 1904 und für 1906 betrug die Spur vorn und hinten wahlweise 56 Zoll (1422 mm) oder 60 Zoll (1524 mm). 56 Zoll ist eine Spur, die sich an vielen US-Fahrzeugen dieser Zeit findet. 1905 wurde von Northern nur noch diese publiziert.
Das Fahrzeug hat bis 1904 eine Trommelbremse, die auf das Differential einwirkt. Ab 1905 kam eine zusätzliche Trommelbremse am Getriebe dazu.
Northern verwendete im Runabout vorne und hinten gleiche Räder, was noch keine Selbstverständlichkeit war. Auf die Holz-Artillerieräder waren Reifen der Dimension 28 × 3 Zoll (1906) aufgezogen.
Der Radstand betrug bis 1903 68 Zoll (1727 mm) und nach der Einführung des Zweizylindermodells 1904 noch 67 Zoll (1702 mm). Er wuchs 1905 auf 70 Zoll (1778 mm), wobei eine einzelne zeitgenössische Beschreibung bereits 1904 70 Zoll anführt. Die letzten Fahrzeuge wurden 1908 mit einem Radstand von 90 Zoll (2286 mm) ausgeliefert, wobei unklar ist, wofür der gewonnene Raum genutzt wurde; Model A blieb ein Zweisitzer mit optionaler Zusatzbank.

### Kraftübertragung
Für die Baujahre 1904 bis 1907 ist ein Zweigang-Planetengetriebe und ein (zu dieser Zeit keineswegs selbstverständlichen) Rückwärtsgang direkt belegt; es gibt keine Hinweise darauf, dass davor oder danach eine andere Lösung gesucht wurde.

### Karosserie
Für die gesamte Produktionszeit ist als einzige Karosserievariante das Runabout nachweisbar. Ab 1905 war eine zusätzlich, rückwärts gerichtete Sitzbank lieferbar, die aus dem Fahrzeug ein Dos-à-dos machte.
Der Aufbau bestand zeittypisch komplett aus Holz. Ein restauriertes und in dunkelgrün und rot lackiertes Fahrzeug von 1903 wird als korrekt betrachtet, während für 1904 bis 1906 belegt ist, dass die Fahrzeuge ab Werk in Karminrot ausgeliefert wurden.
Anscheinend war Northern der erste Motorfahrzeughersteller, der Trittbretter verwendete.

## Modellübersicht
| Modell               | Bauzeit | Motorbauform, Ventilsteuerung   | Hubraum                 | Leistung        | Radstand         | Karosserie        | Preis   | Quellen, Bemerkungen                             |
| -------------------- | ------- | ------------------------------- | ----------------------- | --------------- | ---------------- | ----------------- | ------- | ------------------------------------------------ |
| Silent Northern 5 HP | 1902    | Einzylinder, SV-Ventilsteuerung |                         | 5 PS (3,7 kW)   | 68 in (1.727 mm) | Runabout          | 800 US$ | [ 5 ]                                            |
| Silent Northern 5 HP | 1903    | Einzylinder, SV                 |                         | 5 PS (3,7 kW)   | 68 in (1.727 mm) | Runabout          | 800 US$ | [ 5 ]                                            |
| 6½ HP                | 1904    | Einzylinder, SV                 |                         | 6,5 PS (4,8 kW) | 67 in (1.702 mm) | Runabout, 2 Sitze | 750 US$ | [ 5 ] [ 13 ]                                     |
| 6 HP                 | 1904    | Einzylinder, SV                 |                         | 6 PS (4,4 kW)   | 70 in (1.778 mm) | Runabout, 2 Sitze | 750 US$ | Diese Daten passen nicht zu den übrigen Quellen. |
| 7 HP                 | 1905    | Einzylinder, SV                 | 106,3 cu in (1.742 cm³) | 7 PS (5,1 kW)   | 67 in (1.702 mm) | Runabout, 2 Sitze | 650 US$ | Nur durch eine Anzeige belegt                    |
| 7 HP                 | 1905    | Einzylinder, SV                 | 106,3 cu in (1.742 cm³) | 7 PS (5,1 kW)   | 70 in (1.778 mm) | Runabout, 2 Sitze | 650 US$ | [ 5 ]                                            |
| 7 HP Type A          | 1906    | Einzylinder, SV                 | 106,3 cu in (1.742 cm³) | 7 PS (5,1 kW)   | 70 in (1.778 mm) | Runabout, 2 Sitze | 650 US$ | [ 5 ]                                            |
| 7 HP Type B          | 1907    | Einzylinder, SV                 | 106,3 cu in (1.742 cm³) | 7 PS (5,1 kW)   | 70 in (1.778 mm) | Runabout, 2 Sitze | 650 US$ | [ 5 ]                                            |
| 7 HP Type B          | 1908    | Einzylinder, SV                 | 106,3 cu in (1.742 cm³) | 7 PS (5,1 kW)   | 90 in (2.286 mm) | Runabout          | 650 US$ | [ 5 ]                                            |

Die Angaben in dieser Tabelle wurden aus mehreren Quellen zusammengestellt und umgerechnet.

## Northern Runabout heute

Northern 6½ HP Runabout (Nr. 1801; 1904). Die Kurbel neben dem Sitz dient zum Anlassen des Motors.

Eine kleine Anzahl Northern-Fahrzeuge existiert noch. Ein Runabout von 1903 mit der Fahrgestellnummer 1512 errang in den 1950er Jahren es einen National First Prize des Antique Automobile Club of America (AACA). Sotheby’s versteigerte es erstmals 2008 und erzielte US$ 46.200,- und ein zweites Mal 2016, als es US$ 40.000,- einbrachte. Das Fahrzeug erhielt kürzlich eine Neulackierung in dunkelgrün mit rotem Fahrgestell und ebensolchen Akzenten. Die Leistung wird mit 7 HP angegeben, was erst ab 1905 zutrifft.
Ebenfalls 2008 versteigerte Sotheby's ein anderes Runabout mit 6½ HP und der Fahrgestellnummer 1801. Das Herstellungsjahr 1904 wurde vom darauf spezialisierten Veteran Car Club of Great Britain (VCCGB) zertifiziert. Das auf einen Wert von US$ 40.000,- bis 50.000,- geschätzte Fahrzeug erzielte US$ 55.000,-. Es hat mehrfach am London to Brighton Veteran Car Run teilgenommen, so 2009 mit der Startnummer 376, 2010 mit der Startnummer 425, 2011 mit der Startnummer 413, 2012 mit der Startnummer 383 oder 2017 mit der Startnummer 304.
Das Fahrzeug mit der Chassisnummer 2181 ist ein Runabout mit 6½ HP und Jahrgang 1992. Am nach einer eigenhändigen Restaurierung durch die Besitzer mehrfach prämierte Fahrzeug sind die originalen Holzpaneele und Accoires erhalten. Auch dieses Fahrzeug hat schon am London to Brighton Run teilgenommen.